# Вовнянська сільська рада (Миргородський район)
Вовнянська сільська рада — колишній орган місцевого самоврядування у Миргородському районі Полтавської області з центром у c. Вовнянка.

## Населені пункти
Сільраді були підпорядковані населені пункти:
- c. Вовнянка